# Acanthoptura denticollis
Acanthoptura denticollis är en skalbaggsart som beskrevs av Holzschuh 1993. Acanthoptura denticollis ingår i släktet Acanthoptura och familjen långhorningar. Inga underarter finns listade i Catalogue of Life.